# Медіа та гендер
Медіа та гендер (англ. Media and gender) — це відносини між ЗМІ та гендерною проблематикою, а також репрезентацією гендеру на медіаплатформах, таких як фільми, телебачення, журналістика та відеоігри (див. Гендер у відеоіграх). На заохочення гендерної рівності та посилення розширення прав і можливостей жінок у галузі медіа спрямовані численні сучасні ресурси. Наприклад, ЮНЕСКО у співпраці з Міжнародною федерацією журналістів розробили гендерно-чутливі показники для ЗМІ, які сприяють рівності та розширенню можливостей жінок у всіх ЗМІ.

## Історія
Письменниці-феміністки другої хвилі фемінізму 1960-х розпочали критику західного канону за надання голосу та сприяння виключно білому чоловічому світогляду (андроцентрична парадигма). До недавнього часу фемінізм досліджував гендер в літературі.

## Сексизм у медіакар'єрі
Нерівність на ринку праці у медіа проявляється вертикальною, горизонтальною та змішаною гендерною сегрегацією, поєднується з ейджизмом, має системний характер та згубно впливає на медіапродукт для широкого спожитку. Серед найпоширеніших проявів дискримінації жінок у сфері медіа: нестача жінок на керівних медіапосадах, брак жіночої експертизи, гендерний розрив в оплаті праці, сексуальна обєктивація та гендерно стереотипні наративи у медіа.
- Нестача жінок у медіа. Опитування Стейсі Сміт з Університету Південної Каліфорнії виявило, що лише 7 % директорів, 13 % письменників та 20 % у кіно та на телебаченні є жінками[2]. За даними «Гільдії письменників» лише приблизно 17 % сценаріїв за останнє десятиліття були написані жінками. Приблизно половина людей, що грають у відеоігри — це жінки, але їхня присутність у виробництві ігор вкрай обмежена, що результує в сексизм у відеоіграх. У кінематографі існує стурбованість низькою кількістю режисерок[3].
- Ненадання експертності. Чисельність жінок у сучасній журналістиці зростає, однак у ЗМІ чоловіки швидше за жінок стають цитованими і частіше запрошуються розглядати «серйозні» теми. А роль жінок на радіо, як правило, досі спрямована на охоплення таких тем, як погода та культура.
- Різниця зарплат. Гендерний розрив в оплаті праці існує в усіх індустріях, але в медіа він набуває ширшого розголосу через специфіку діяльності (доступ дискримінованої групи до каналів широкої комунікації). Акторки заробляють у 2,5 рази менше, ніж актори. Оскільки зростає кількість жінок, які працюють у ЗМІ як журналістки, і вони займаються темами, що тісно пов'язані з потребами жінок, медіа поступово стають ефективною платформою для висвітлення питань гендерної нерівності та дискримінації жінок[4].
- Розрив у віці. Персонажі та актори зрілого віку взагалі, як правило, недооцінюються в більшості ЗМІ. Однак, у чоловіків віком за 40 кількість ролей зростає як у театральному, так і у телевізійному амплуа, у той час як жіночі ролі у дорослому віці становлять лише 28 % від загальної кількості жіночих ролей[5]. Наприклад, такі актори як Гаррісон Форд та Клінт Іствуд продовжують виконувати важливі ролі у кіно саме як нестаріючі герої, тоді як нормативна структура для старших жінок полягає у тому, що їхнє старіння є частиною сюжету (наприклад, у стрічках Mamma Mia! (2008) та Секс і місто (2010)[6]). Так, у 2011 році англійська телеакторка Міріам О'Рейлі подала до суду на BBC за ейджизм, коли після чергового випуску шоу їй запропонували розглянути ботокс, аби зменшити кількість зморшок, і пофарбувати волосся[7].

## Сексистське зображення жінок у медіа
Через гендерну сегрегацію на ринку праці (малу кількість жінок, задіяних у виробництві та фінансуванні медіапродукту) переважна більшість медіа репрезентують жінок стереотипно, сексуально об'єктивуюче та андроцентрично.
- Недопредставленість. За даними звіту дослідження персонажок у популярних фільмах 11 країн світу, на екрані від 1 січня 2010 року до 1 травня 2013 року з'являлася лише 1 жінка на 2,24 чоловіка. Те ж стосується й телепрограм. Загалом, з 1950-х до 1970-х років телевізійні програми містили 30-35 % жіночих ролей в американських телешоу.
- Стереотипні гендерні ролі. На телебаченні шлюб та виховання дітей завжди зображуються більш важливими для жінок, ніж для чоловіків. З середини 40-х до 60-х жінок (переважно середнього класу) зображували головним чином як домогосподарок, які мали, здавалося б, «досконале» життя: з абсолютно чистими будинками, здоровими дітьми, красою та організованістю.
- Гендерні стереотипи. За дослідженням Джеймса Макніла (1975), персонажки часто не мають робочих місць, особливо якщо вони є дружинами та матерями. Жінок також не зображують як протагоністок чи керівниць. Чоловіків зображують як більш агресивних, авантюрних та активних, тоді як жінок показують пасивними, слабкими та смішними. Кількість жіночих ролей збільшилися у 1980-х. А вже починаючи з 90-х гендерні ролі на телебаченні почали ставати збалансованішими і менш стереотипними, хоча більшість провідних персонажів все ще були чоловіками.
- Сексуалізація та сексуальна об'єктивація. Західний ідеал жіночої краси — вродлива, молода, струнка жінка, і медіа поширюють цей ідеал через фільми, телевізійні шоу, покази мод, журнали, газети тощо. Типові жіночі ролі є стереотипними у культурі та часто сексуалізованими. Наприклад, контент-аналіз відеоігор встановив, що «41% персонажок були частково або повністю оголеними», тоді як персонажі не оголені взагалі[8]. У рекламі підтримка продукції відомими особами вважається особливо ефективною, якщо продукт рекламує саме фізично приваблива жінка, оскільки привабливість, як вважається, переходить на імідж бренду.
- Нереалістична репрезентація жіночого тіла. Одним із головних факторів становлення негативного образу тіла є той факт, що такі форми ЗМІ, як рекламні відео та журнали, сприяють «гонитві за ідеалом»[9]. Наприклад, від перегляду зображень жінок з надзвичайно стрункими тілами спостерігається поява негативних емоцій. Люди схильні вдаватися до шкідливих розрекламованих дієт, аби позбутись почуття невдоволеності тілом[9]. Медіатиск є одним з основних факторів харчових розладів серед жінок та смертності дівчат-підліткок від анорексії. В середньому кожна людина в СЩА спостерігає близько 35 000 рекламних роликів на рік, тож відео із зображенням струнких жінок мають значно більший вплив на аудиторію, ніж оголошення у журналах[9]. Харчові розлади переважно вражають дівчат-підлітків, але також і жінок середнього віку. Так, наприклад, жінки, які хочуть поліпшити своє здоров'я, часто звертаються до журналів на спортивну тематику[10]. Однак саме такі журнали частіше за все наповнені фотографіями жінок, які навіть у віці 40-50 років виглядають на 25[10]. Лаура Вілліс, авторка книги «Weighing Women Down: Messages on Weight Loss and Body Shaping in Editorial Content in Popular Women's Health», провела дослідження: розглянула матеріали п'яти різних журналів на тему здоров'я та фітнесу, і виявила, що такі видання, як правило, зосереджуються саме на зовнішньому вигляді, а не на здоров'ї, і зосереджені на скороченні споживання калорій, а не на фізичних навантаженнях[10]. Таким чином журнали про здоров'я негативно впливають на образ тіла в аудиторії.

## Зображення чоловіків
Чоловіків ЗМІ представляють значно частіше, аніж жінок, але те, як їх зображають, теж критикується за сексистські стереотипи. В сучасній американській культурі чоловік має бути спортивним, демонструвати м'язи, а також дотримуватися консервативного стилю в одязі та зачісках. У рекламі чоловіки зазвичай рекламують алкогольні напої, банківські послуги, кредитні картки чи автомобілі, тобто речі, асоційовані зі статусністю та бізнесом.

## Протидія сексизму у медіа
У 1960-х і 1970-х роках феміністки, такі як Клер Шорт, Гей Тухман та Анжела Мак-Роббі, засудили несправедливі уявлення про гендер у ЗМІ та, зокрема, в журналах.
Наомі Вульф у класичній роботі Міф про красу деконструювала сексуальну об'єктивацію жінок масовою культурою, чим посприяла старту другої хвилі фемінізму.
Тренд бодіпозитиву підважує сучасний західний канон краси, розширюючи рамки репрезентації жіночності неформатними тілами.
В Україні гучні кейси з сексизмом та стереотипами у медіа і публічній сфері висвітлює Кампанія проти сексизму в українських ЗМІ та політиці «Повага». 

### ООН-Жінки
«ООН-Жінки», організація, що займається гендерною рівністю та розширенням прав і можливостей жінок на рівні ООН, підтримує дослідження з моніторингу ЗМІ на предмет зображення жінок. Також виступають для посилення лідерства жінок та припинення насильства проти жінок. Наприклад, організація «залучає професіоналів ЗМІ, аби шляхом підвищення рівня поінформованості аудиторії про гендерну рівність та насильство проти жінок, в тому числі через спеціальні семінари, заохотити зворотний зв'язок».

### ЮНЕСКО
«ЮНЕСКО сприяє досягненню повної гендерної рівності в ЗМІ до 2030 року». Для досягнення цієї мети Організація розробила спеціальні показники (GSIM) для застосування їх урядами, медіаорганізаціями, журналістськими профспілками тощо. Крім того, щороку ЮНЕСКО організовує кампанію під назвою «Жінки створюють новини». Так у 2018 році були підняті теми «Гендерна рівність» та «Спортивні медіа».

### Інститут Джини Девіс
Інститут гендерних відносин у медіа ім. Джини Девіс — це організація, яка багато років працювала над тим, щоб розширити роль жінок у фільмах. Інститут Джини Девіс виступає за гендерну рівність в ЗМІ та спеціалізується на дослідженнях гендерного висвітлення у ЗМІ. Вони виступають з метою збільшення лідерства жінок, а також припинення насильства проти жінок.